# 母の誘拐
『母の誘拐』（ははのゆうかい）は、1984年に日本テレビ系「火曜サスペンス劇場」で放送されたテレビドラマ。主演は南田洋子。 - フィルム作品。

## あらすじ
男に捨てられ、未婚で妊娠7カ月の高階真理（野川由美子）は憎い男の子供を出産したくないと産婦人科医の原田（藤岡琢也）に懇願するが7カ月では中絶できない。そこで原田は子供が欲しい人の所へ養子として届けるにはリスクがあるので生まれてすぐ実子として届けて真理は妊婦ではなかった事にするのが最上の方法だと提案する。しかしこれは公文書偽造・戸籍法違反になり原田の身分は危うくなるが7カ月の子を救い、子が欲しかった人の願いが叶い、真理も救われるならそれでも良いと言い、真理もそれを受け入れる。生まれた子は園井祐子（南田洋子）と司郎（沢本忠雄）夫妻の実子として受け入れられた。10年後、真理は銀座で水商売をして証券会社に勤める恋人・津村清（三浦浩一）と派手な生活をしていた。そんな中、真理は突然原田の元を訪れ、実子にやった子を返して欲しいと園井の居場所を聞き出そうとする。

## キャスト
- 園井祐子 - 南田洋子
- 司郎 - 沢本忠雄
- 恵美 - 中沢かおり
- 高階真理 - 野川由美子
- 津村清 - 三浦浩一
- 八百屋の店員 - 土屋靖雄
- マンションの管理人 - 加藤茂雄
- 産婦人科の患者 - 志村幸江
- 恵美のクラスメート - 鬼沢真奈美
- 原田医師  - 藤岡琢也

## スタッフ
- 企画 - 小坂敬（日本テレビ）、山本時雄（日本テレビ）
- プロデューサー - 小杉義夫（日本テレビ）、高倉三郎（東京映画新社）
- 原案・脚本 - 池田一朗
- 音楽 - 佐藤允彦
- 撮影- 鈴木義勝
- 照明 - 大西美津男
- 録音 - 高場豊
- 編集 - 白江隆夫
- 選曲 - 山本逸美
- 助監督 - 室岡信明
- 記録 - 原田良子
- 制作主任 - 近藤恒彦
- 広報担当 - 難波佐保子（日本テレビ）
- 衣裳 - 京都衣裳
- 美粧 - 浅野京子
- 装飾 - たぬき工房
- 車輛 - 盤高プロサービス
- タイトル - 日映美術
- スチール - 副田宏明
- 整音 - T.E.S.S.
- 現像 - 東洋現像所
- 衣裳協力 - プレタポルテ アトリエ・エコー、株式会社銀座山形屋、トンボ通学服
- テーマ曲 - 「家路」 唄 - 岩崎宏美（ビクターレコード）
- 音楽協力 - 日本テレビ音楽
- 監督 - 新城卓
- 制作 - 日本テレビ、東京映画新社